# 우원짜오

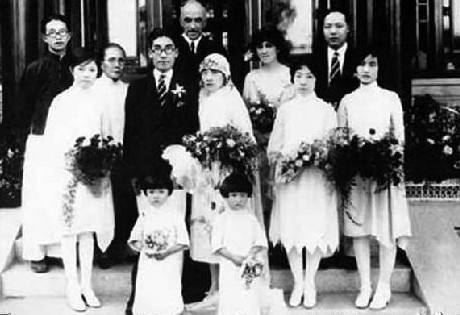
1929년 결혼식 당시 우원짜오

우원짜오(오문조, 중국어 간체자: 吴文藻, 정체자: 吳文藻, 1901년 12월 20일~1985년 9월 24일)는 중국의 사회학자, 인류학자이다.

## 생애
우원짜오는 중국 장쑤성 우시시에서 태어났다. 1917년 칭화대학교에 들어갔으며 1923년 졸업 후 미국에 유학하였다. 다트머스대학교 사회학과를 졸업하고 1929년 컬럼비아대학교 사회학과에서 인류학 박사학위를 받았다. 같은 해 중화민국 베이핑에 귀국한 후 유명 문학 작가 빙신과 결혼하였다. 1929년부터 사립 옌징대학교 사회학과에서 교편을 잡았고, 1933년 이후로 옌징대학교 사회학과 주임, 법학원 원장 등을 지냈다. 1939년에는 윈난대학교에 건너가 사회학과를 세웠고, 1940년부터는 국민 정부의 전시 수도 충칭에 내려가 국민 정부 국방 최고위원회 간사 직에서 중국의 문화 사회 전반과 중화민국의 소수 민족의 문화 양식을 연구하였다. 중일 전쟁 승전 이후에는 1946년에 전후 문제 처리를 위한 조사위원으로 일본 정부에 파견되어 머물렀다. 그후 중화민국 장제스 위원장의 국민 정부의 타이완행 동참과 미국의 유명 대학 교수직 제안을 사절하고 한국 전쟁 초기에 빙신과 함께 중화인민공화국 정부의 베이징으로 돌아갔다. 그러나 당시 마오쩌둥, 저우언라이의 중국 공산당 마르크스-레닌주의 정권에 의해서 옌징대학교 폐교와 칭화대학교 사회학과 폐과가 단행된 이후에는 1953년 베이징 중앙민족학원의 민속학과 교수로 있었으나 1957년 민속학 학제의 폐지와 함께 "우파"로 지목되었고, 판광단, 우쩌린, 페이샤오퉁 등 다른 칭화대 출신 교수들과 함께 하방하였다. 1996년에 중화인민공화국 정부는 중앙민족대학에 '우원짜오 장학금'을 설치하고, 우원짜오의 사회 인류학적 공로를 기리고 있다.

## 인생관 강연
우원짜오는 미국 유학 직전인 1923년 2월 14일에 독일의 철학자이자 심리학자였던 한스 드리슈를 대동하고 톈진과 베이징 순회 강연을 펴던 량치차오의 제자이자 진보당 상하이 <대중화(大中華)>, 입헌파 연구계 상하이 <시사신보(時事新報) > 주필 출신의 법학자 겸 철학자 장쥔마이를 칭화대학교가 '인생관(人生觀)' 주제의 특강 교수로 초빙하는 데 참여하였으며, 장쥔마이의 '인생관' 강연은 칭화대학교의 미국 유학 준비생들을 대상으로 한 유명한 강연이었다(<칭화주간(淸華週刊)>, 1923년). 장쥔마이(량치차오의 중화민국의 입헌파 연구계 주요 인사로 앞서는 1918년 봄학기에 국립 베이징 대학 홍루의 법과(법률문)에서 '국제법' 주제로 특강 교수 역임, 1920년-1930년대 량치차오, 장둥쑨, 뤄룽지 등과 함께 천두슈, 리다자오, 취추바이, 저우언라이, 마오쩌둥 등의 동아시아 코민테른파에 대항하는 사회주의 논전에 참여, 장둥쑨과 함께 개신교 사립 옌징대학교 문학원 철학과 교수 역임, 국립 칭화대학교 문학원 철학과 겸임 특임 교수 역임, 코민테른을 등에 업은 국민당의 북벌을 마땅치 않게 여겼던 량치차오 학파의 주요 구성원으로 탄압, 중국 공산당의 마르크스-레닌주의와 마오쩌둥 사상에 반대, 1946년에 제2차 세계 대전 종전 이후 중화민국 정부가 중화민국 헌법을 제정하는 데 참여, 1948년 중국민주사회당 주석 신분으로 대한민국 제헌 헌법 지지. 1949년 11월-1951년 11월, 친한파(親韓派) 자유 사회주의자, 민주 사회주의 정치가의 신분으로 인도서 베이징으로 입경(入京) 타진, 항미원조 전쟁으로 수포. 마오쩌둥, 저우언라이 중공 정부의 베이징대학교 철학과에서 칭화대학교의 전 철학과 교수 출신의 자산계급 철학자로 분류하여 부정, 비판)는 인생관과 자유 의지, 생의 철학, 개인과 사회, 국가와 세계 등의 문제에 관하여 강연하였으며, 우원짜오의 미국 유학 동기생이었던 칭화대학교의 전 공학 교육자 구위슈, 칭화대학교의 전 법학 교수 왕화청, 중화민국 국민 정부의 전 미국 군사학교 유학파 출신의 장군 쑨리런 등도 '인생관' 강연을 함께 청취하였다.